# Uskedalen
Uskedalen, Uskedal – miasto w Norwegii w gminie Kvinnherad nad fiordem Hardanger. Zamieszkałe przez 739 mieszkańców (2016).

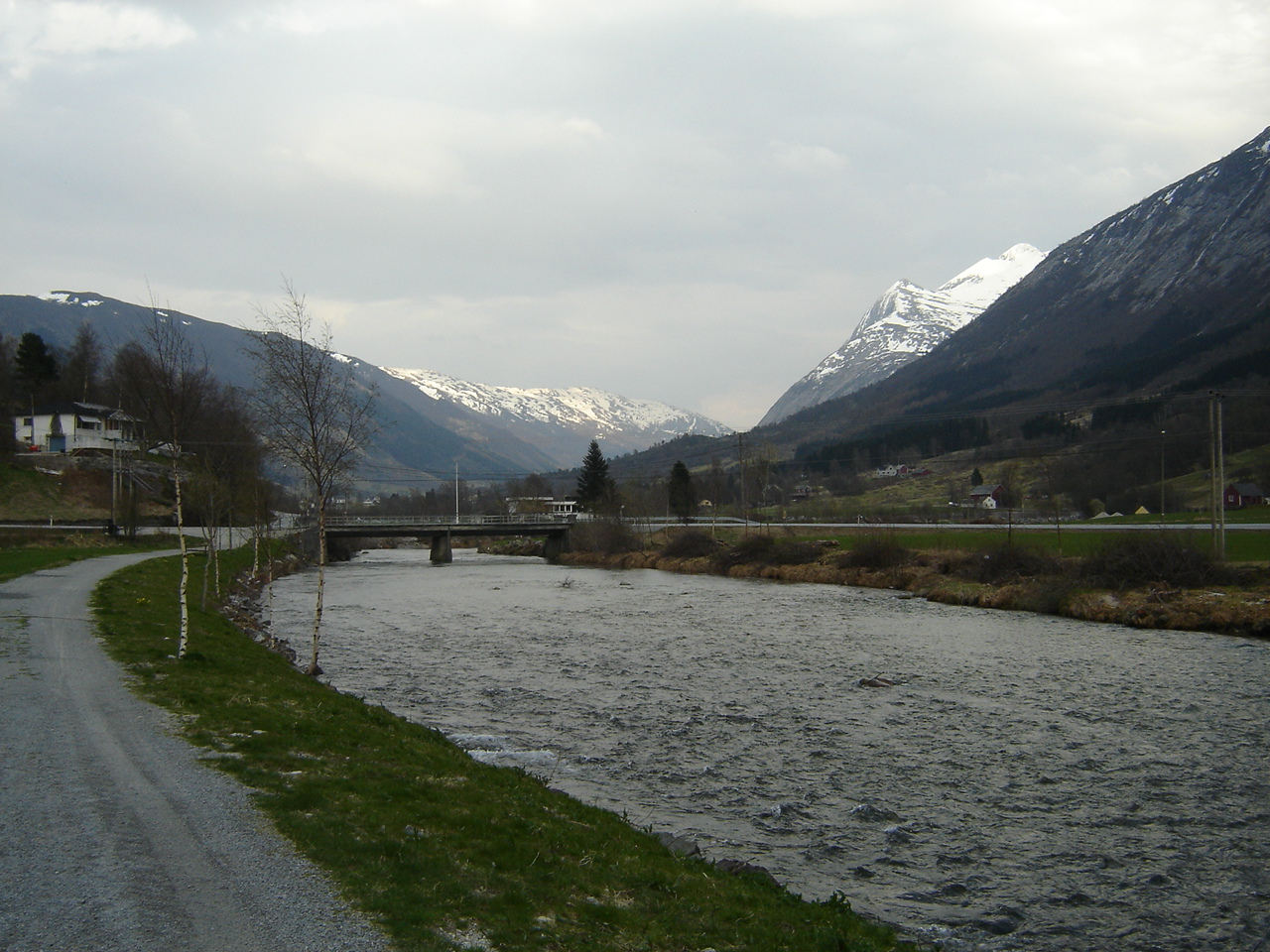
Rzeka Uskedal
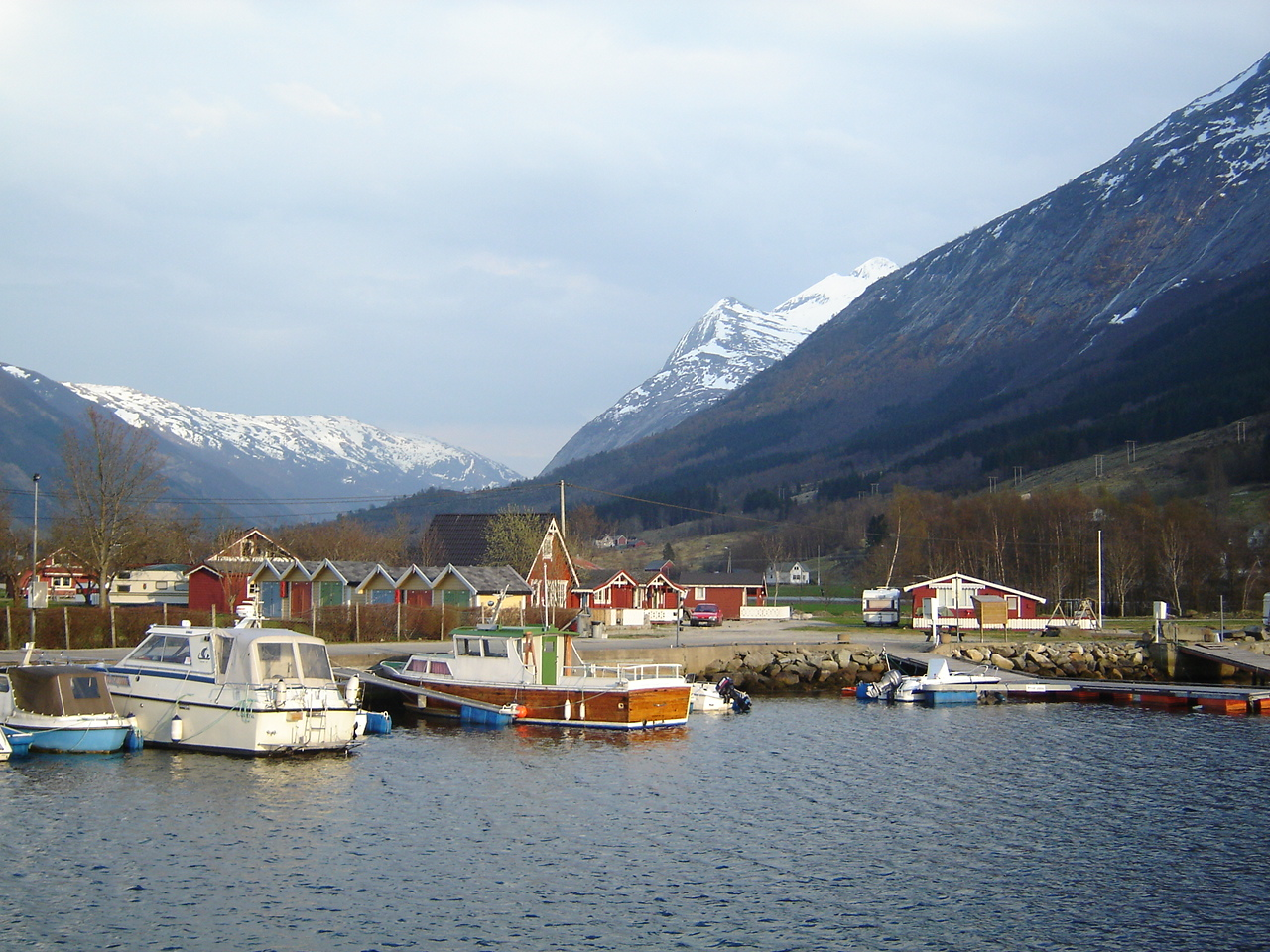
Port
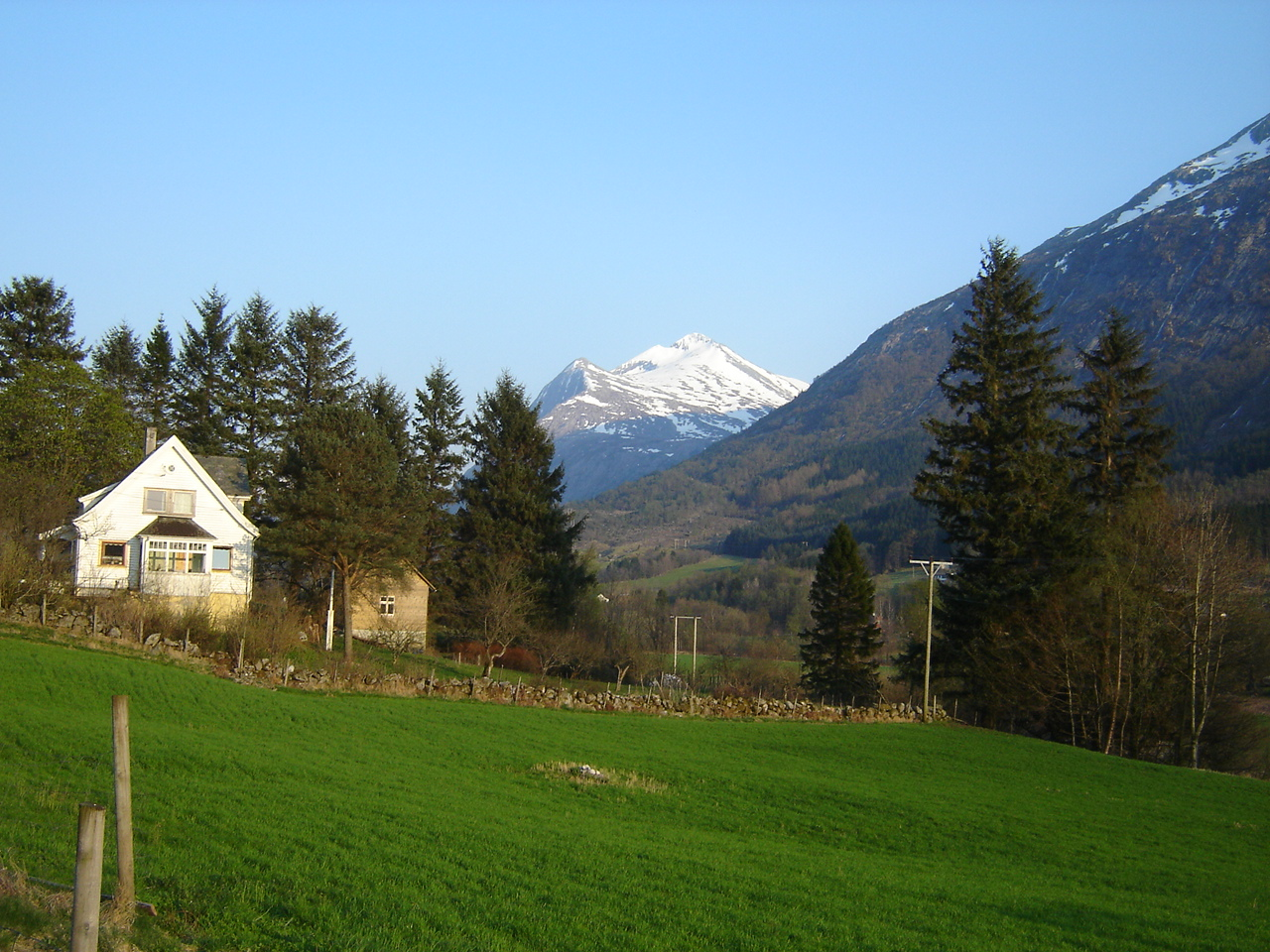
Dolina Uskedalen
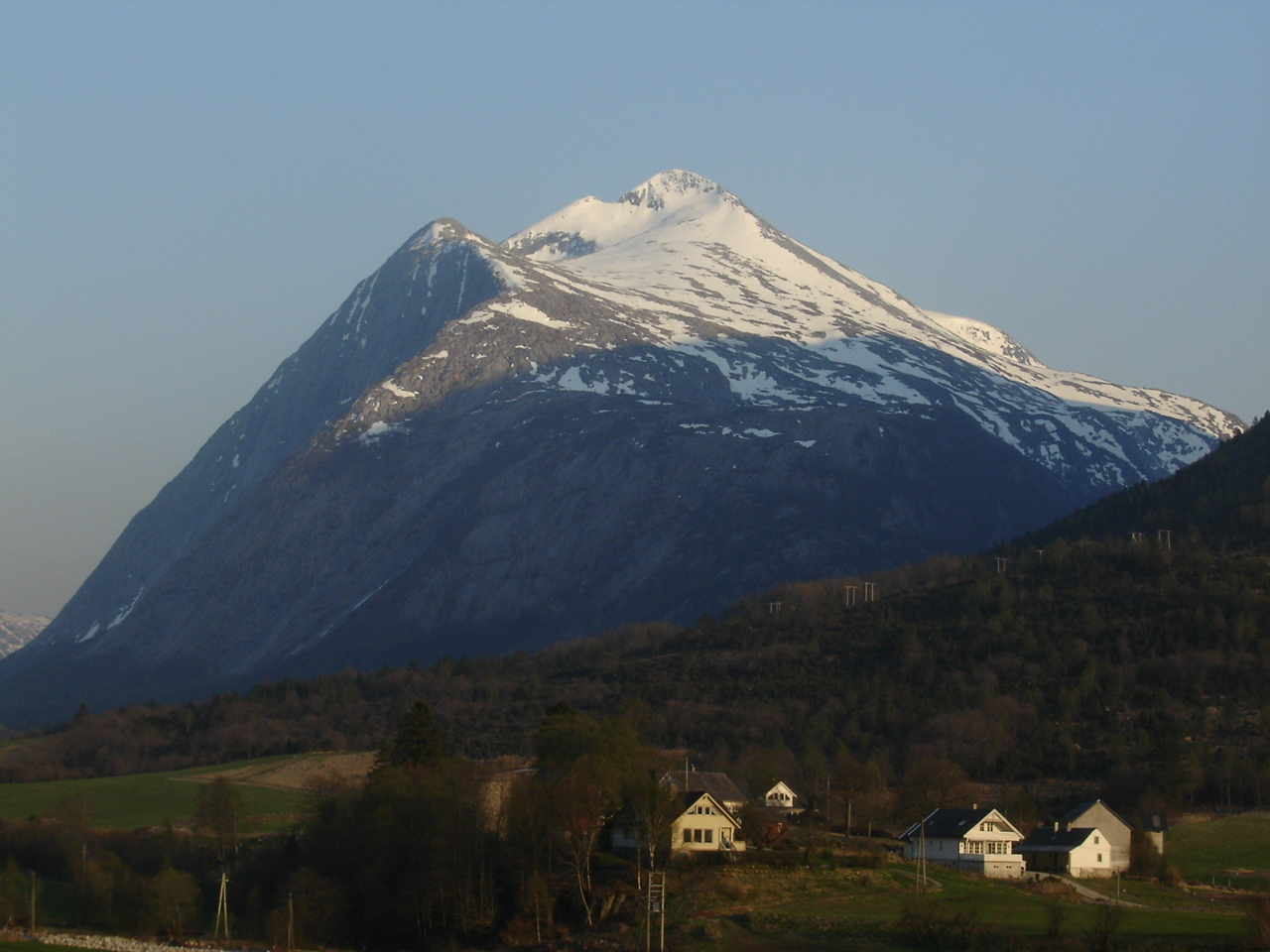
Góra Høgetinden